# Seznam dílů seriálu Wolfblood
Toto je seznam dílů seriálu Wolfblood. Britsko-německý fantasy seriál pro děti Wolfblood vysílala od 10. září 2012 do 1. května 2017 stanice CBBC. Od roku 2013 byl také uváděn na americké kabelové stanici Disney Channel i v programu její české mutace. Tvůrkyní seriálu je Debbie Moonová. Příběh se točí kolem Maddy a Rhydiana (později i Jana) a jejich kamarádů Shannon a Toma, kteří nevědí o jejich nadpřirozených schopnostech.

## Přehled řad
| Řada | Díly | Premiéra ve VB | Premiéra ve VB | Premiéra v ČR   | Premiéra v ČR     |
| Řada | Díly | První díl      | Poslední díl   | První díl       | Poslední díl      |
| ---- | ---- | -------------- | -------------- | --------------- | ----------------- |
| 1    | 13   | 10. září 2012  | 23. října 2012 | 14. září 2013   | 2. února 2014     |
| 2    | 13   | 9. září 2013   | 22. října 2013 | 21. září 2014   | 14. prosince 2014 |
| 3    | 13   | 15. září 2014  | 27. října 2014 | nebylo vysíláno | nebylo vysíláno   |
| 4    | 12   | 8. března 2016 | 13. dubna 2016 | nebylo vysíláno | nebylo vysíláno   |
| 5    | 10   | 27. února 2017 | 1. května 2017 | nebylo vysíláno | nebylo vysíláno   |

## Seznam dílů

### První řada (2012)
| Č. v seriálu | Č. v řadě | Původní název           | Český název        | Režie          | Scénář                          | Premiéra ve VB | Premiéra v ČR     |
| ------------ | --------- | ----------------------- | ------------------ | -------------- | ------------------------------- | -------------- | ----------------- |
| 1            | 1         | Lone Wolf               | Osamělý vlk        | Will Sinclair  | Debbie Moon                     | 10. září 2012  | 14. září 2013     |
| 2            | 2         | Mysterious Developments | Záhada na blatech  | Will Sinclair  | James Whitehouse, Hannah George | 11. září 2012  | 27. října 2013    |
| 3            | 3         | Family Ties             | Rodinná pouta      | Will Sinclair  | Debbie Moon                     | 17. září 2012  | 3. listopadu 2013 |
| 4            | 4         | Cry Wolf                | Volání krve        | Will Sinclair  | Clare Saxby                     | 18. září 2012  | 1. prosince 2013  |
| 5            | 5         | Occam's Razor           | Okamova břitva     | Declan O'Dwyer | Debbie Moon                     | 24. září 2012  | 8. prosince 2013  |
| 6            | 6         | Maddy Cool              | Maddy je populární | Declan O'Dwyer | James Whitehouse, Hannah George | 25. září 2012  | 15. prosince 2013 |
| 7            | 7         | Dark Moon               | Měsíc v novu       | Declan O'Dwyer | Jonny Kurzman                   | 1. října 2012  | 22. prosince 2013 |
| 8            | 8         | Wolfsbane               | Vlčí mor           | Declan O'Dwyer | Kirstie Falkous                 | 2. října 2012  | 29. prosince 2013 |
| 9            | 9         | A Quiet Night In        | Nevyčnívat z davu  | Andrew Gunn    | Debbie Moon                     | 8. října 2012  | 5. ledna 2014     |
| 10           | 10        | The Call of the Wild    | Divoká krev volá   | Andrew Gunn    | Debbie Moon                     | 9. října 2012  | 12. ledna 2014    |
| 11           | 11        | Eolas                   | Eolas              | Andrew Gunn    | Clare Saxby                     | 10. října 2012 | 19. ledna 2014    |
| 12           | 12        | Caged                   | V pasti            | Andrew Gunn    | Kirstie Falkous                 | 11. října 2012 | 26. ledna 2014    |
| 13           | 13        | Irresistible            | Prozrazeni         | Andrew Gunn    | Debbie Moon                     | 12. října 2012 | 2. února 2014     |

### Druhá řada (2013)
| Č. v seriálu | Č. v řadě | Původní název             | Český název              | Režie            | Scénář                          | Premiéra ve VB | Premiéra v ČR      |
| ------------ | --------- | ------------------------- | ------------------------ | ---------------- | ------------------------------- | -------------- | ------------------ |
| 14           | 1         | Leader of the Pack        | Vůdce smečky             | Stewart Svaasand | Debbie Moon                     | 9. září 2013   | 21. září 2014      |
| 15           | 2         | The Girl from Nowhere     | Holka z divočiny         | Stewart Svaasand | Debbie Moon                     | 10. září 2013  | 28. září 2014      |
| 16           | 3         | Grave Consequences        | Nesvaté ostatky          | Stewart Svaasand | James Whitehouse, Hannah George | 16. září 2013  | 5. října 2014      |
| 17           | 4         | Total Eclipse of the Moon | Úplné zatmění měsíce     | Stewart Svaasand | James Whitehouse, Hannah George | 17. září 2013  | 12. října 2014     |
| 18           | 5         | Ancient Grudge            | Stará zášť               | Roger Simonsz    | Richard Kurti, Bev Doyle        | 23. září 2013  | 19. října 2014     |
| 19           | 6         | Mottled Poppy             | Skvrnětý mák             | Roger Simonsz    | Richard Kurti, Bev Doyle        | 24. září 2013  | 26. října 2014     |
| 20           | 7         | Top Dog                   | Vůdce                    | Roger Simonsz    | Richard Kurti, Bev Doyle        | 30. září 2013  | 2. listopadu 2014  |
| 21           | 8         | Desperate Measures        | Zoufalá opatření         | Roger Simonsz    | Debbie Moon                     | 1. října 2013  | 9. listopadu 2014  |
| 22           | 9         | Dances with Wolfbloods    | Tanec s vlčí krví        | Jermain Julien   | James Whitehouse, Hannah George | 7. října 2013  | 16. listopadu 2014 |
| 23           | 10        | Fall of the Wild          | Vlkodlačí doupě          | Matthew Evans    | James Whitehouse, Hannah George | 8. října 2013  | 23. listopadu 2014 |
| 24           | 11        | Best of Both Worlds       | To nejlepší z obou světů | Matthew Evans    | Debbie Moon                     | 14. října 2013 | 30. listopadu 2014 |
| 25           | 12        | Going Underground         | Do podzemních tunelů     | Matthew Evans    | Debbie Moon                     | 15. října 2013 | 7. prosince 2014   |
| 26           | 13        | The Discovery             | Odhalení                 | Matthew Evans    | Debbie Moon                     | 21. října 2013 | 14. prosince 2014  |

### Třetí řada (2014)
| Č. v seriálu | Č. v řadě | Původní název                     | Český název | Režie             | Scénář                          | Premiéra ve VB | Premiéra v ČR   |
| ------------ | --------- | --------------------------------- | ----------- | ----------------- | ------------------------------- | -------------- | --------------- |
| 27           | 1         | Ulterior Motives                  |             | Matthew Evans     | Debbie Moon                     | 15. září 2014  | nebylo vysíláno |
| 28           | 2         | Alpha Material                    |             | Matthew Evans     | Debbie Moon                     | 16. září 2014  | nebylo vysíláno |
| 29           | 3         | With Friends like These           |             | Matthew Evans     | Sophie Petzal                   | 22. září 2014  | nebylo vysíláno |
| 30           | 4         | Wolfblood Is Thicker than Water   |             | Matthew Evans     | James Whitehouse, Hannah George | 23. září 2014  | nebylo vysíláno |
| 31           | 5         | The Dark Ages                     |             | Matthew Evans     | Debbie Moon                     | 29. září 2014  | nebylo vysíláno |
| 32           | 6         | Who's Afraid of the Big Bad Wolf? |             | Jermain Julien    | Catrin Clarke                   | 30. září 2014  | nebylo vysíláno |
| 33           | 7         | Wolves Amongst Us                 |             | Jermain Julien    | Sophie Petzal                   | 6. října 2014  | nebylo vysíláno |
| 34           | 8         | Dark of the Rune                  |             | Jermain Julien    | James Whitehouse, Hannah George | 7. října 2014  | nebylo vysíláno |
| 35           | 9         | The Cure                          |             | Jermain Julien    | Paul Mousley                    | 13. října 2014 | nebylo vysíláno |
| 36           | 10        | The Cult of Tom                   |             | Sallie Aprahamian | Neil Jones                      | 14. října 2014 | nebylo vysíláno |
| 37           | 11        | The Suspicions of Mr Jeffries     |             | Sallie Aprahamian | Debbie Moon                     | 20. října 2014 | nebylo vysíláno |
| 38           | 12        | Cerberus                          |             | Sallie Aprahamian | Lee Walters                     | 21. října 2014 | nebylo vysíláno |
| 39           | 13        | Moonrise                          |             | Sallie Aprahamian | Debbie Moon                     | 27. října 2014 | nebylo vysíláno |

### Čtvrtá řada (2016)
| Č. v seriálu | Č. v řadě | Původní název        | Český název | Režie          | Scénář         | Premiéra ve VB  | Premiéra v ČR   |
| ------------ | --------- | -------------------- | ----------- | -------------- | -------------- | --------------- | --------------- |
| 40           | 1         | Captivity            |             | Jermain Julien | Debbie Moon    | 8. března 2016  | nebylo vysíláno |
| 41           | 2         | A Long Way from Home |             | Jermain Julien | Debbie Moon    | 8. března 2016  | nebylo vysíláno |
| 42           | 3         | Wolfblood Ultimatum  |             | Jermain Julien | Sophie Petzal  | 15. března 2016 | nebylo vysíláno |
| 43           | 4         | Morwal               |             | Jermain Julien | Sophie Petzal  | 16. března 2016 | nebylo vysíláno |
| 44           | 5         | The Quiet Hero       |             | Sarah Walker   | Furquan Akhtar | 22. března 2016 | nebylo vysíláno |
| 45           | 6         | She-Wolf             |             | Sarah Walker   | Furquan Akhtar | 23. března 2016 | nebylo vysíláno |
| 46           | 7         | Sheep's Clothing     |             | Sarah Walker   | Neil Jones     | 29. března 2016 | nebylo vysíláno |
| 47           | 8         | Where Wolf           |             | Sarah Walker   | Neil Jones     | 30. března 2016 | nebylo vysíláno |
| 48           | 9         | Into the Wild        |             | John Dower     | Matt Sinclair  | 5. dubna 2016   | nebylo vysíláno |
| 49           | 10        | The Wild at Heart    |             | John Dower     | Matt Sinclair  | 6. dubna 2016   | nebylo vysíláno |
| 50           | 11        | Viral                |             | John Dower     | Debbie Moon    | 12. dubna 2016  | nebylo vysíláno |
| 51           | 12        | Protocol 5           |             | John Dower     | Debbie Moon    | 13. dubna 2016  | nebylo vysíláno |

### Pátá řada (2017)
| Č. v seriálu | Č. v řadě | Původní název             | Český název | Režie        | Scénář                | Premiéra ve VB  | Premiéra v ČR   |
| ------------ | --------- | ------------------------- | ----------- | ------------ | --------------------- | --------------- | --------------- |
| 52           | 1         | Brave New World           |             | John Dower   | Debbie Moon           | 27. února 2017  | nebylo vysíláno |
| 53           | 2         | The Once and Future Alpha |             | John Dower   | Debbie Moon           | 6. března 2017  | nebylo vysíláno |
| 54           | 3         | The Dawnus Torc           |             | John Dower   | Michelle Gayle        | 13. března 2017 | nebylo vysíláno |
| 55           | 4         | The Shadow in the Light   |             | John Dower   | Matt Sinclair         | 20. března 2017 | nebylo vysíláno |
| 56           | 5         | Humans                    |             | John Dower   | Ed Aldridge           | 27. března 2017 | nebylo vysíláno |
| 57           | 6         | The Last Dark Moon        |             | Steve Hughes | Neil Jones            | 3. dubna 2017   | nebylo vysíláno |
| 58           | 7         | Torn                      |             | Steve Hughes | Simon Underwood       | 10. dubna 2017  | nebylo vysíláno |
| 59           | 8         | The One Who Sees          |             | Steve Hughes | Victoria Asare-Archer | 17. dubna 2017  | nebylo vysíláno |
| 60           | 9         | The War With the Humans   |             | Steve Hughes | Debbie Moon           | 24. dubna 2017  | nebylo vysíláno |
| 61           | 10        | United We Stand           |             | Steve Hughes | Debbie Moon           | 1. května 2017  | nebylo vysíláno |